# Tribhuwana Wijayatunggadewi
Tribhuwana Wijayatunggadewi, conocida durante su reinado con el nombre Tribhuwannottunggadewi Jayawishnuwardhani, también conocida como Dyah Gitarja, fue una reina regente javanesa y la tercera monarca del Imperio mayapajit. Reinó desde el año 1328 hasta el 1350.
También sostuvo el título de Bhre Kahuripan (duquesa de Kahuripan). Con la ayuda de su primer ministro, Gajah Mada, persiguió una expansión masiva del imperio. La historia la menciona como una mujer de extraordinario valor, sabiduría e inteligencia.

## Primeros años
Dyah Gitarja era hija de Rade Wijaya, el primer rey de Mayapajit y su esposa Gayatri Rajapatni. Tribhuwana era miembro de la dinastía Rajasa, la que gobernó Mayapajit después de que su predecesor fuera el reino de Singhasari. Por parte de madre, era nieta de Kertanegara de Singhasari.
Era la mayor de las hijas de Wijaya, su hermana menor era Rajadewi, y ambas eran hijas de la reina Rajapatni, mientras que su medio hermano Jayanegara era hijo de la reina Indreswari. Al llegar la muerte de su padre en 1309, su medio hermano Jayanegara lo sucedió en el trono. Según el Pararaton, el rey Jayanegara deseaba que sus medio hermanas fueran sus consortes. La práctica del matrimonio entre medios hermanos es aborrecida en la tradición javanesa y, posteriormente, el consejo de ancianos reales dirigido por la reina madre Gayatri se opuso enérgicamente a los deseos del rey. No estaba clara la motivación de Jayanegara: podría ser su forma de garantizar su legitimidad al trono impidiendo que aparecieran los pretendientes de sus hermanas paternas.
Sin embargo, Jayanegara fue muy lejos para prevenir que sus medio hermanas fueran cortejadas al confinar a Gitarja y Rajadewi al kaputren (cuarto de las mujeres) del palacio, encerrándolas en un recinto bien protegido, denegando el contacto y el acceso de las dos princesas a la corte y los asuntos públicos.
El confinamiento duró varios años hasta que ambas princesas crecieron y pasaron la edad para casarse según la tradición javanesa. Esto alarmó a su madre, la reina madre Gayatri, que desesperadamente intentó liberar a sus hijas del cautiverio. 

## Reinado
Según el Nagarakretagama, Gitarja llegó al trono por orden de su madre Gayatri en 1329, reemplazando a Jayanegara, que fue asesinado el año anterior. Una teoría sospecha que Gajah Mada fue el ideólogo detrás del asesinato, ya que era el consejero de confianza de la reina madre quien buscaba la liberación de sus hijas del cautiverio de Jayanegara. Para ese momento, Rajapatni Gayatri era la última sobreviviente y matriarca de la familia real de Mayapajit y buscó asegurar el trono ya que Jayanegara no tenía hijos, pero ella ingresó a un convento y fue su hija quien ocupó el trono.
La princesa Gitarja ascendió al trono bajo su nombre real Tribhuwannottunggadewi Jayawishnuwardhani, el cual significa “La diosa exaltada de los tres mundos que irradia la gloria de Visnú”. Durante su coronación, ella designó a Gajah Mada como su nuevo Mahapatih (equivalente a primer ministro en el reino javanés) y, a instancias de ella, este proclamó su famoso juramento Palapa, afirmando su intención de expandir la influencia del reino a través del archipiélago. 
Tribhuwana gobernó con la ayuda de su esposo, Kritavardhana.: 234  Se convirtió en madre de Hayam Wuruk, el cuarto monarca del Imperio mayapajit. Durante su reinado logró una masiva expansión del imperio.
En 1331, ella lideró el ejército en el campo de batalla con la ayuda de su primo Adityawarman y apoyó una rebelión en las áreas de Sadeng y Keta. En 1343, el Imperio mayapajit conquistó el reino de Peleng, Ddalem Bedahulu y toda la isla de Bali. Adityawarman fue enviado a conquistar el resto del reino de Srivijaya y el reino de Melayu en 1347. Luego de eso fue ascendido a Uparaja (rey con un cargo inferior) de Sumatra. La expansión imperial continúo durante el reinado de Hayam Wuruk, en donde se reclamó Lamuri (la moderna Aceh) en el oeste y Wanin (la península de Papua) hacia el este.

## Últimos años
El reinado de Tribhuwana terminó cuando su madre Gayatri Rajapatni murió en su retiro en un monasterio budista en 1350. Debido a que gobernó Mayapajit bajo los auspicios de Rajapatni para representarla, la reina Tribhuwana tuvo que abdicar y se vio obligada a renunciar a su trono y entregarlo a su hijo. Después de su abdicación, Tribhuwana no se retiró por completo, estando todavía involucrada activamente en los asuntos estatales. Durante el reinado de su hijo, el Rey Hayam Wuruk, fue nombrada por segunda vez como Bhre Kahuripan, la gobernante del país costero de Kahuripan, que fue un puerto vital de Mayapajit durante ese tiempo. También se convirtió en miembro del Bhattara Saptaprabhu, el consejo de ancianos reales que ofrecía consejos al rey.
Tribhuwana murió más tarde en su residencia de retiro en Mayapajit. Se produjo una gran ceremonia mortuoria real de cremación hindú. Fue deificada como Parvati en el templo de Rimbi, Java Oriental. En el culto devaraja de Java, se creía que el monarca era la encarnación de cierto dios, y después de la muerte se creía que su alma quedaba unida a ese dios, y venerado como tal en un templo mortuorio, dedicado al alma difunta del monarca.